# 4 mars 1936
Le mercredi 4 mars 1936 est le 64e jour de l'année 1936.

## Naissances
- Aribert Reimann, compositeur et pianiste allemand
- Corrado Pani (mort le 2 mars 2005), acteur italien
- Guy Ducaté, peintre belge
- Jim Clark (mort le 7 avril 1968), pilote automobile
- Missoum Sbih, haut fonctionnaire algérien

## Événements
- Première exposition à Munich « d’art dénaturé » afin de discréditer la peinture moderne.
- Première sortie du dirigeable allemand LZ 129 Hindenburg.